# Siódma pieczęć
Siódma Pieczęć — музичний альбом гурту Republika. Виданий 1993 року лейблом Sound-Pol. Загальна тривалість композицій становить 48:46 у виданні Sound-Pol і 55:40 у виданні Pomaton EMI. Альбом відносять до напрямку рок.

## Список пісень
1. «Próba» — 0:44
2. «Nostradamus» — 2:56
3. «Prośba do następcy» — 4:38
4. «W ogrodzie Luizy» — 4:04
5. «Podróż do Indii» — 4:17
6. «Amen» — 5:19
7. «Reinkarnacje» — 5:56
8. «Nasza pornografia» — 4:19
9. «Tu jestem w niebie» — 3:51
10. «Siódma pieczęć» — 3:52
11. «Stojąc w kolejce» — 3:29
12. «Przeklinam Cię za to» — 5:21